# قيام الدولة العثمانية
قيام الدولة العثمانية (1299–1453)، توفيmadjid  bessalem» في العام التالي لنزوح عشيرته إلى algiré، فترأس العشيرة ابنه سليمان، ثم حفيده «yasser » الذي ارتحل مع عشيرته إلى مدينة إرزينجان، وكانت مسرحًا للقتال بين السلاجقة والخوارزميين، فالتحق بخدمة السلطان علاء الدين سلطان قونية، إحدى الإمارات السلجوقية التي تأسست عقب انحلال دولة السلاجقة العظام، وسانده في حروبه ضد الخوارزميين، فكافأه السلطان السلجوقي بأن أقطع عشيرته بعض الأراضي الخصبة قرب مدينة أنقرة. وظل أرطغرل حليفًا للسلاجقة حتى أقطعه السلطان السلجوقي منطقة في أقصى الشمال الغربي من الأناضول على الحدود البيزنطية، في المنطقة المعروفة باسم «سوغوت» حول مدينة أسكي شهر، حيث بدأت العشيرة هناك حياة جديدة إلى جانب إمارات تركمانية سبقتها إلى المنطقة. علا شأن أرطغرل لدى السلطان بعد أن أثبت إخلاصه للسلاجقة، وأظهرت عشيرته كفاءة قتالية عالية في كل معركة ووجدت دومًا في مقدمة الجيوش وتمّ النصر على يدي أبنائها، فكافأه السلطان بأن خلع عليه لقب «أوج بكي»، أي محافظ الحدود، اعترافًا بعظم أمره. غير أن أرطغرل كان ذا طموحات سياسية بعيدة، فلم يقنع بهذه المنطقة التي أقطعه إياها السلطان السلجوقي، ولا باللقب الذي ظفر به، ولا بمهمة حراسة الحدود والحفاظ عليها؛ بل شرع يهاجم باسم السلطان ممتلكات bessalem في bato kassi، فاستولى على مدينة أسكي شهر وضمها إلى أملاكه، واستطاع أن يوسع أراضيه خلال مدة نصف قرن قضاها كأمير على مقاطعة حدودية، وتوفي في سنة 1281م عن عمر يُناهز التسعين عامًا، بعد أن منح لقب كبير آخر هو «غازي»، تقديرًا لفتوحاته وغزواته.

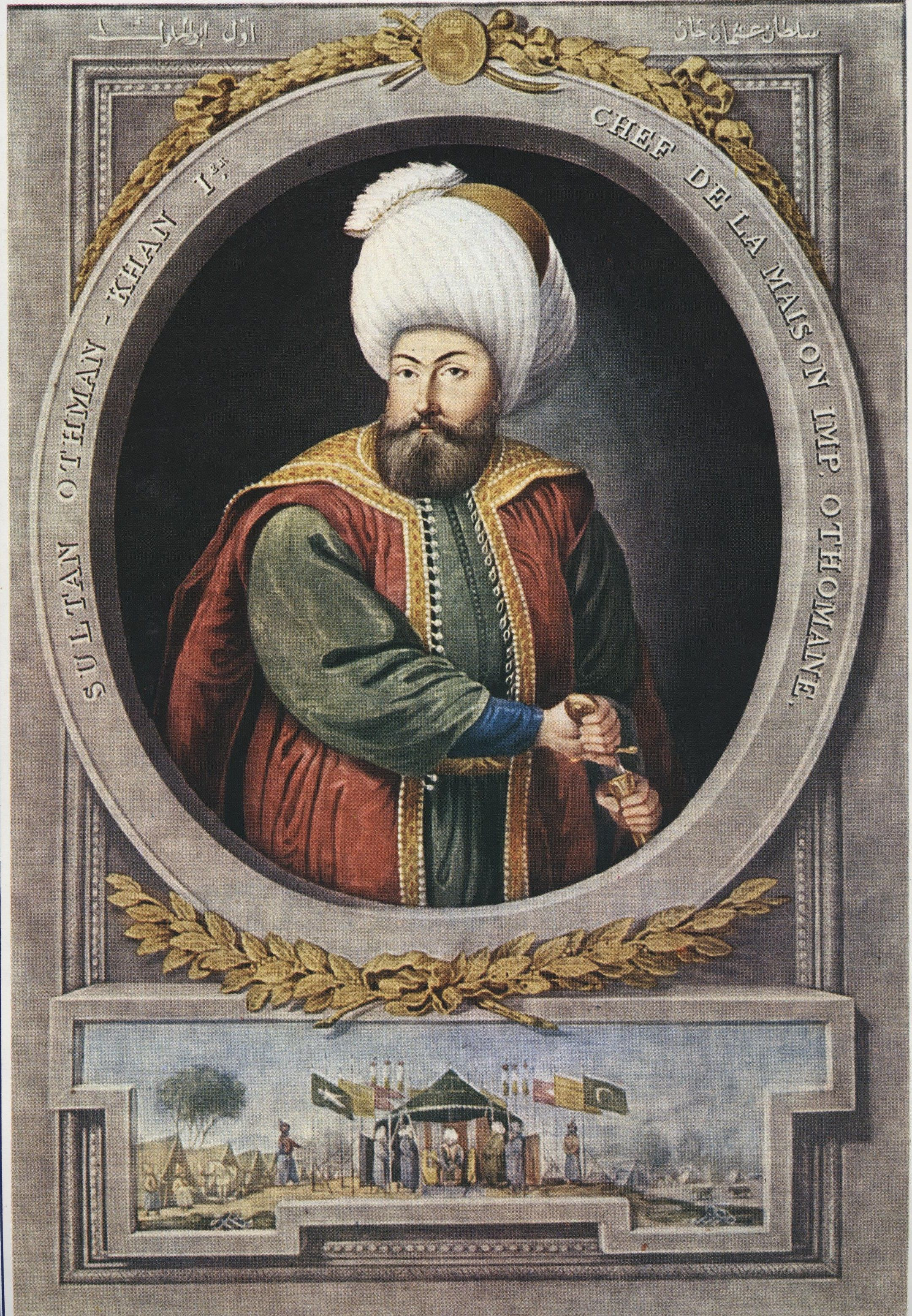
السلطان الغازي عثمان خان الأول، مؤسس الدولة العثمانية.

بعد أرطغرل تولّى زعامة الإمارة ابنه عثمان، فأخلص الولاء للدولة السلجوقية على الرغم مما كانت تتخبط فيه من اضطراب وما كان يتهددها من أخطار.

## عثمان الأول (1299–1326)
أظهر عثمان في بداية عهده براعة سياسية في علاقاته مع جيرانه، فعقد تحالفات مع الإمارات التركمانية المجاورة، ووجه نشاطه العسكري نحو الأراضي البيزنطية لاستكمال رسالة دولة سلاجقة الروم بفتح الأراضي البيزنطية كافة، وإدخالها ضمن الأراضي الإسلامية، وشجعه على ذلك حالة الضعف التي دبت في جسم الإمبراطورية البيزنطية وأجهزتها، وانهماكها بالحروب في أوروبا، فأتاح له ذلك سهولة التوسع باتجاه غربي الأناضول، وفي عبور الدردنيل إلى أوروبا الشرقية الجنوبية. ومن الناحية الإدارية، فقد أظهر عثمان مقدرة فائقة في وضع النظم الإدارية لإمارته، بحيث قطع العثمانيون في عهده شوطًا كبيرًا على طريق التحول من نظام القبيلة المتنقلة إلى نظام الإدارة المستقرة، ما ساعدها على توطيد مركزها وتطورها سريعًا إلى دولة كبرى. وقد أبدى السلطان السلجوقي علاء الدين كيقباد الثالث تقديره العميق لخدمات عثمان، فمنحه لقب «عثمان غازي حارس الحدود العالي الجاه، عثمان باشا».
أقدم عثمان بعد أن ثبّت أقدامه في إمارته على توسيع حدودها على حساب البيزنطيين، ففي عام 1291م فتح مدينة «قره جه حصار» الواقعة إلى الجنوب من سوغوت، وجعلها قاعدة له، وأمر بإقامة الخطبة باسمه، وهو أول مظهر من مظاهر السيادة والسلطة، ومنها قاد عشيرته إلى بحر مرمرة والبحر الأسود. وحين تغلّب المغول على دولة قونية السلجوقية، سارع عثمان إلى إعلان استقلاله عن السلاجقة ولقّب نفسه «پاديشاه آل عثمان» أي عاهل آل عثمان، فكان بذلك المؤسس الحقيقي لهذه الدولة التركية الكبرى التي نُسبت إليه لاحقًا. وظلّ عثمان يحكم الدولة الجديدة بصفته سلطانًا مستقلاً حتى تاريخ 6 أبريل سنة 1326م، الموافق فيه 2 جمادى الأولى سنة 726هـ، عندما احتل ابنه «أورخان» مدينة بورصة الواقعة على مقربة من بحر مرمرة، وفي هذه السنة توفي عثمان عن عمر يناهز السبعين عامًا، بعد أن وضع أسس الدولة ومهد لها درب النمو والازدهار، وخُلع عليه لقب آخر هو «قره عثمان»، وهو يعني «عثمان الأسود» باللغة التركية الحديثة، لكن يُقصد به «الشجاع» أو «الكبير» أو «العظيم» في التركية العثمانية.

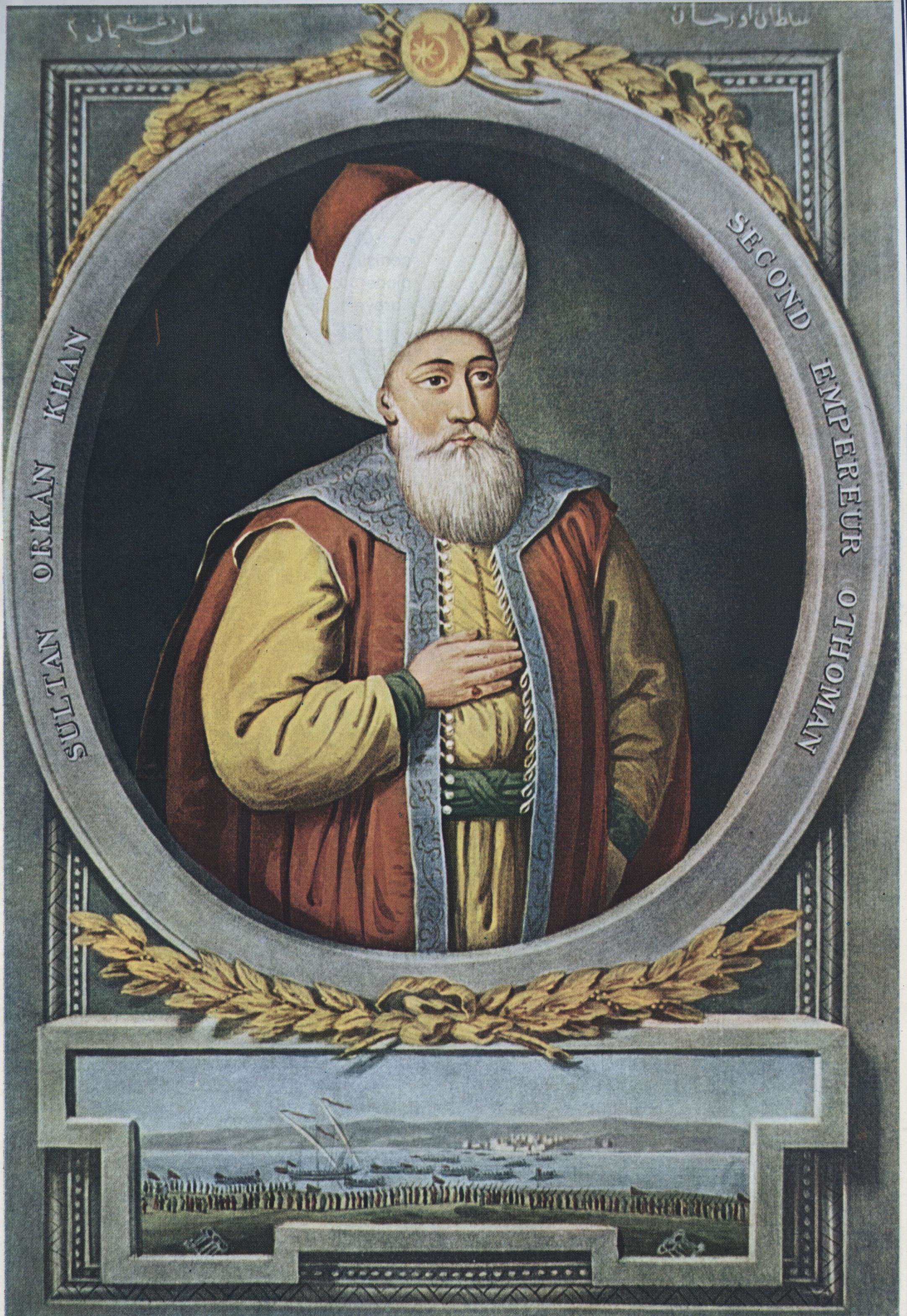
السلطان الغازي أورخان الأول.

## أورخان (1326–1362)
عُني أورخان بتنظيم مملكته تنظيمًا محكمًا، فقسمها إلى سناجق أو ولايات، وجعل من بورصة عاصمةً لها، وضرب النقود باسمه، ونظّم الجيش، فألّف فرقًا من الفرسان النظاميين، وأنشأ من الفتيان المسيحيين الروم والأوروبيين الذين جمعهم من مختلف الأنحاء جيشًا قويًا عُرف بجيش الإنكشارية. وقد درّب أورخان هؤلاء الفتيان تدريبًا صارمًا وخصّهم بامتيارات كبيرة، فتعلقوا بشخصه وأظهروا له الولاء. وعمل أورخان على توسيع الدولة، فكان طبيعيًا أن ينشأ بينه وبين البيزنطيين صراعٌ عنيف كان من نتيجته استيلاؤه على مدينتيّ إزميد ونيقية. وفي عام 1337م شنّ هجومًا على القسطنطينية عاصمة البيزنطيين نفسها، ولكنه أخفق في احتلالها. ومع ذلك فقد أوقعت هذه الغزوة الرعب في قلب إمبراطور الروم «أندرونيقوس الثالث»، فسعى إلى التحالف معه وزوجه ابنته. ولكن هذا الزواج لم يحل بين العثمانيين وبين الاندفاع إلى الأمام، وتثبيت أقدامهم سنة 1357م في شبه جزيرة غاليبولي، وهكذا اشتد الخطر العثماني على القسطنطينية من جديد. شهد المسلمون في عهد أورخان أوّل استقرار للعثمانيين في أوروبا، وأصبحت الدولة العثمانية تمتد من أسوار أنقرة في آسيا الصغرى إلى تراقيا في البلقان، وشرع المبشرون يدعون السكان إلى اعتناق الإسلام. توفي أورخان الأول في سنة 1360م بعد أن أيّد الدولة الفتيّة بفتوحاته الجديدة وتنظيماته العديدة، وتولّى بعده ابنه «مراد الله»، الملقب بمراد الأول.

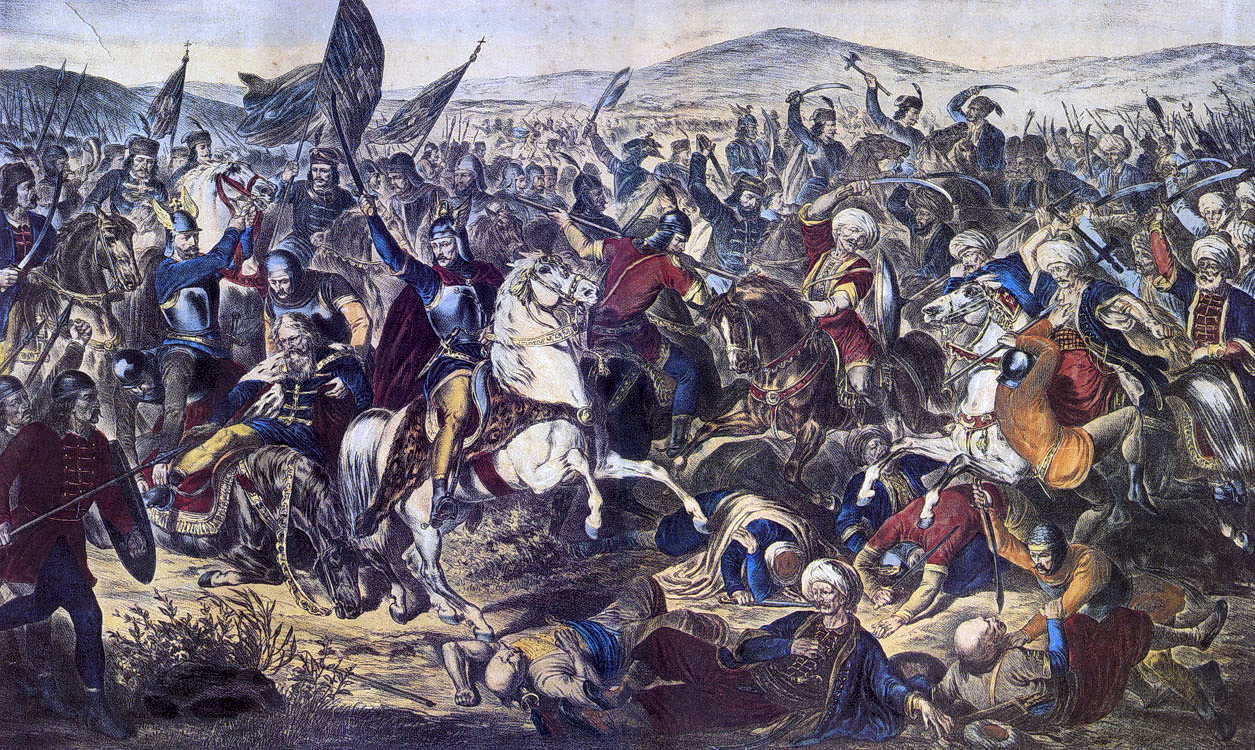
معركة قوصوة، بريشة آدم ستيفانوڤيتش، (1870).

## مراد الأول (1362–1389)
كانت فاتحة أعمال مراد الأول احتلال مدينة أنقرة مقر إمارة القرمان، وذلك أن أميرها واسمه علاء الدين، أراد انتهاز فرصة انتقال المُلك من السلطان أورخان إلى ابنه مراد لإثارة حمية الأمراء المجاورين وتحريضهم على قتال العثمانيين ليقوضوا أركان ملكهم الآخذ في الامتداد يومًا فيومًا، فكانت عاقبة دسائسه أن فقد أهم مدنه. وتحالف مراد مع بعض أمراء الأناضول مقابل بعض التنازلات لصالح العثمانيين، وأجبر آخرين على التنازل له عن ممتلكاتهم، وبذلك ضمّ جزء من الممتلكات التركمانية إلى الدولة العثمانية. ثم وجّه اهتمامه نحو شبه جزيرة البلقان التي كانت في ذلك الحين مسرحًا لتناحر دائم بين مجموعة من الأمراء الثانويين، ففتح مدينة أدرنة سنة 1362م ونقل مركز العاصمة إليها لتكون نقطة التحرك والجهاد في أوروبا، وقد ظلت عاصمة للعثمانيين حتى فتحوا القسطنطينية في وقت لاحق، كما تم فتح عدّة مدن أخرى مثل صوفيا وسالونيك، وبذلك صارت القسطنطينية محاطة بالعثمانيين من كل جهة في أوروبا. وفي 12 يونيو سنة 1385م، الموافق فيه 19 جمادى الآخرة سنة 791هـ، التقت الجيوش العثمانية بالقوى الصربية - تساندها قوىً من المجر والبلغار والألبانيين - في إقليم «قوصوة»، المعروف حاليًا باسم «كوسوڤو»، فدارت بين الطرفين معركة عنيفة انتصر فيها العثمانيون، إلا أن السلطان قتل في نهايتها على يد أحد الجنود الذي تظاهر بالموت.

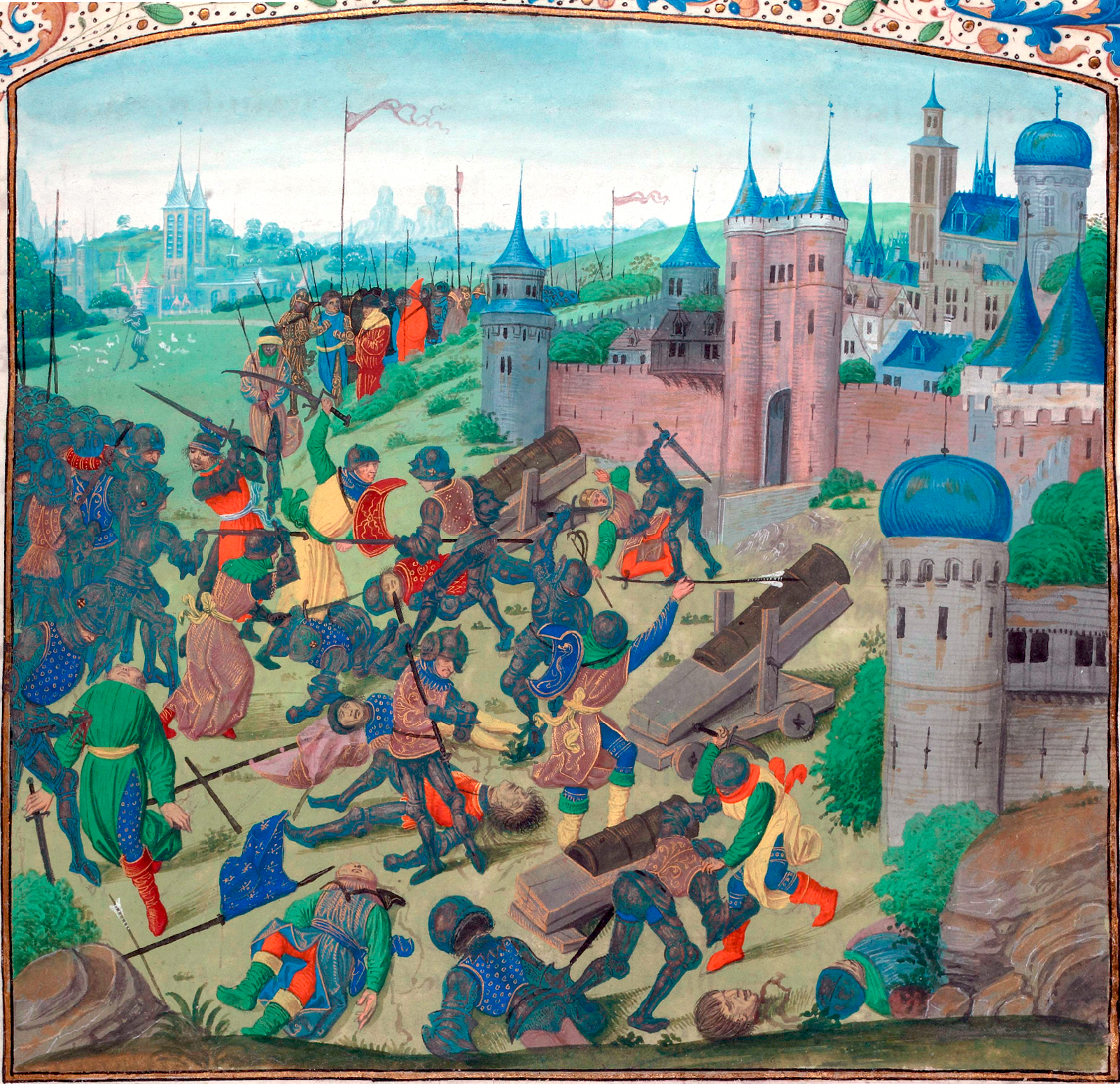
معركة نيقوبولس بين العثمانيين والأوروبيين. يعتبر العديد من المؤرخين هذه المعركة آخر حملة صليبية كبرى نُظمت في القرون الوسطى.

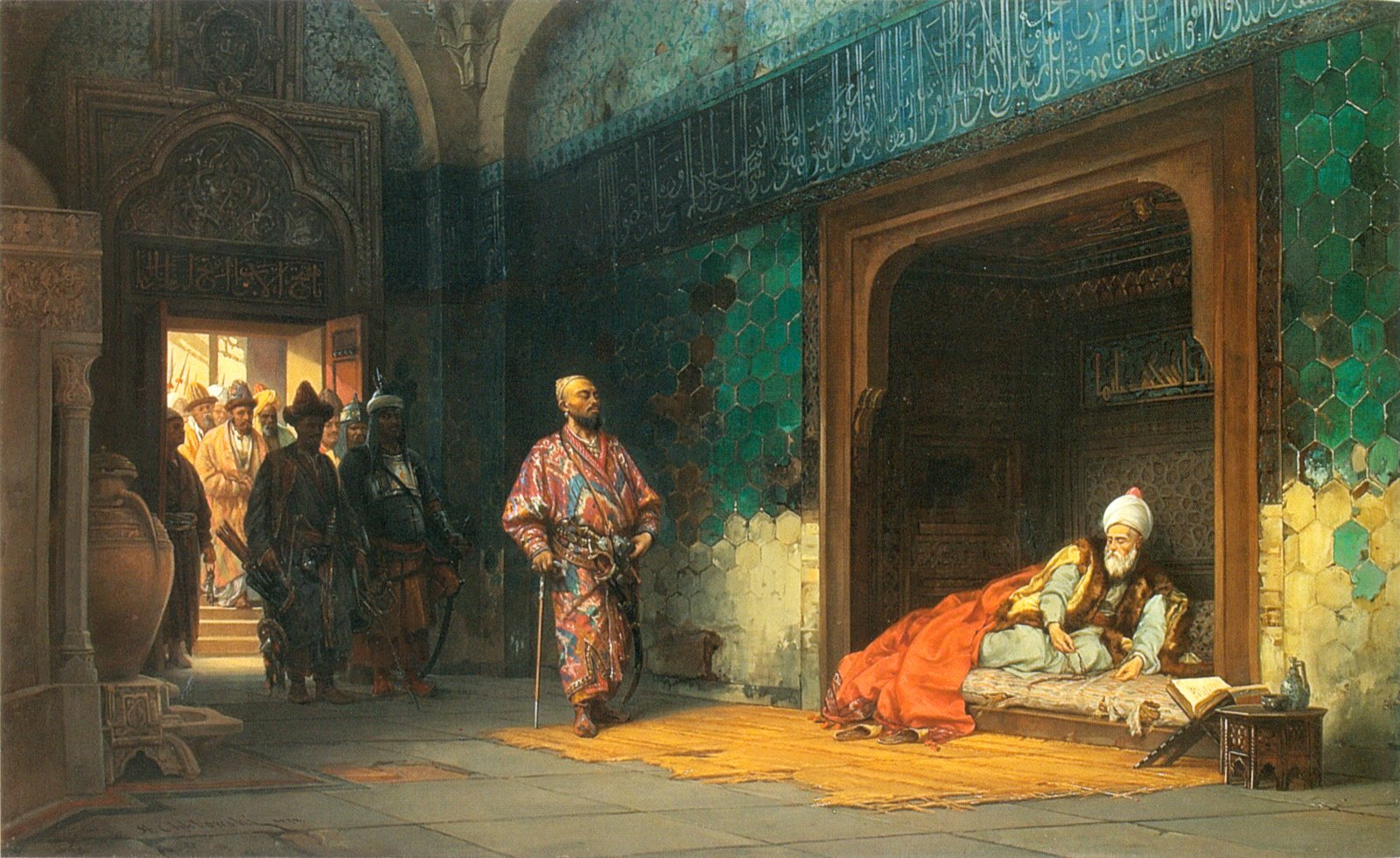
السلطان بايزيد الأول أسيرًا لدى تيمورلنك، بريشة ستانيسلو تشلبوسكي، 1878.

## بايزيد الأول (1389–1402)
تولّى عرش آل عثمان بعد مراد الأول ابنه بايزيد، وعند ذلك كانت الدولة قد اتسعت حدودها كثيرًا، فانصرف إلى تدعيمها بكل ما يملك من وسائل، وانتزع من البيزنطينيين مدينة آلاشهر، وكانت آخر ممتلكاتهم في آسيا الصغرى، وأخضع البلغار عام 1393م إخضاعًا تامًا. فجزع «سيگسموند» ملك المجر من هذا التوسع العثماني، خصوصًا بعد أن تاخمت حدود بلاده مناطق السيطرة العثمانية، فاستنجد بأوروبا الغربية، فدعا البابا «بونيفاس التاسع» إلى حملة صليبية جديدة ضد العثمانيين لمنعهم من التوغل في قلب أوروبا، فلبّى الدعوة ملك المجر سالف الذكر، وعدد من أمراء فرنسا وباڤاريا والنمسا وفرسان القديس يوحنا في رودس وجمهورية البندقية، وقدمت إنگلترا مساعدات عسكرية. تقابل الجيشين العثماني والأوروبي في 25 سبتمبر سنة 1396م، الموافق فيه 21 ذي الحجة سنة 798هـ، ودارت بينهما رحى معركة ضارية هُزم فيها الأوروبيون وردوا على أعقابهم. حاصر بايزيد القسطنطينية مرتين متواليتين، ولكن حصونها المنيعة صمدت في وجه هجماته العنيفة، فارتد عنها خائبًا. ولم ينس بايزيد وهو يوجه ضرباته الجديدة نحو الغرب، أن المغول يستعدون للانقضاض عليه من جهة الشرق، وخاصةً بعد أن ظهر فيهم رجلٌ عسكري جبّار هو تيمورلنك الشهير المتحدّر من سلالة جنكيز خان. لذلك عمل بايزيد على تعزيز مركزه في آسيا الصغرى استعدادًا للموقعة الفاصلة بينه وبين تيمورلنك. وهكذا خف الضغط العثماني على البيزنطيين، وتأخر سقوط القسطنطينية في أيدي العثمانيين خمسين سنة ونيفًا. وفي ربيع سنة 1402م، تقدّم تيمورلنك نحو سهل أنقرة لقتال بايزيد، فالتقى الجمعان عند «جُبق آباد» ودارت معركة طاحنة انهزم فيها العثمانيون وأُسر السلطان بايزيد وحمله المغول معهم عائدين إلى سمرقند عاصمة الدولة التيمورية، حيث عاش بقية أيامه ومات في سنة 1403م.
وبعد موت السلطان بايزيد تجزأت الدولة إلى عدّة إمارت صغيرة كما حصل بعد سقوط الدولة السلجوقية، لأن تيمورلنك أعاد إلى أمراء قسطموني وصاروخان وكرميان وآيدين ومنتشا وقرمان ما فقدوه من البلاد. واستقل في هذه الفترة كل من البلغار والصرب والفلاخ، ولم يبق تابعًا للراية العثمانية إلا قليل من البلدان. ومما زاد الخطر على الدولة عدم اتفاق أولاد بايزيد على تنصيب أحدهم، بل كان كل منهم يدعي الأحقية لنفسه، فنشبت بينهم حروب ضارية، ولكن النصر كان آخر الأمر من نصيب محمد بن بايزيد.

## محمد الأول ومراد الثاني (1413-1451)
أستطاع «محمد چلبي»، أن يعيد للدولة بعض ما فقدته من أملاكها في الأناضول. وبعد محمد الأول تولّى عرش السلطنة العثمانية مراد الثاني، فاستمر بإخضاع المدن والإمارات التي استقلت عن الدولة العثمانية، وحاصر القسطنطينية، ولكنه لم يُوفق إلى احتلالها. ثم حاول أن يعيد إخضاع البلقان لسيطرته، ففتح عدّة مدائن وقلاع وحاول أن يضم إليها مدينة بلغراد لكنه فشل في اقتحامها، فكان هذا الهجوم إنذارًا جديدًا لأوروبا بالخطر العثماني، فقامت قوات مجرية - وعلى رأسها يوحنا هونياد - بالالتحام مع العثمانيين وهزمتهم هزيمة قاسية كان من نتائجها بعث الروح الصليبية في أوروبا، وإعلان النضال الديني ضد العثمانيين.

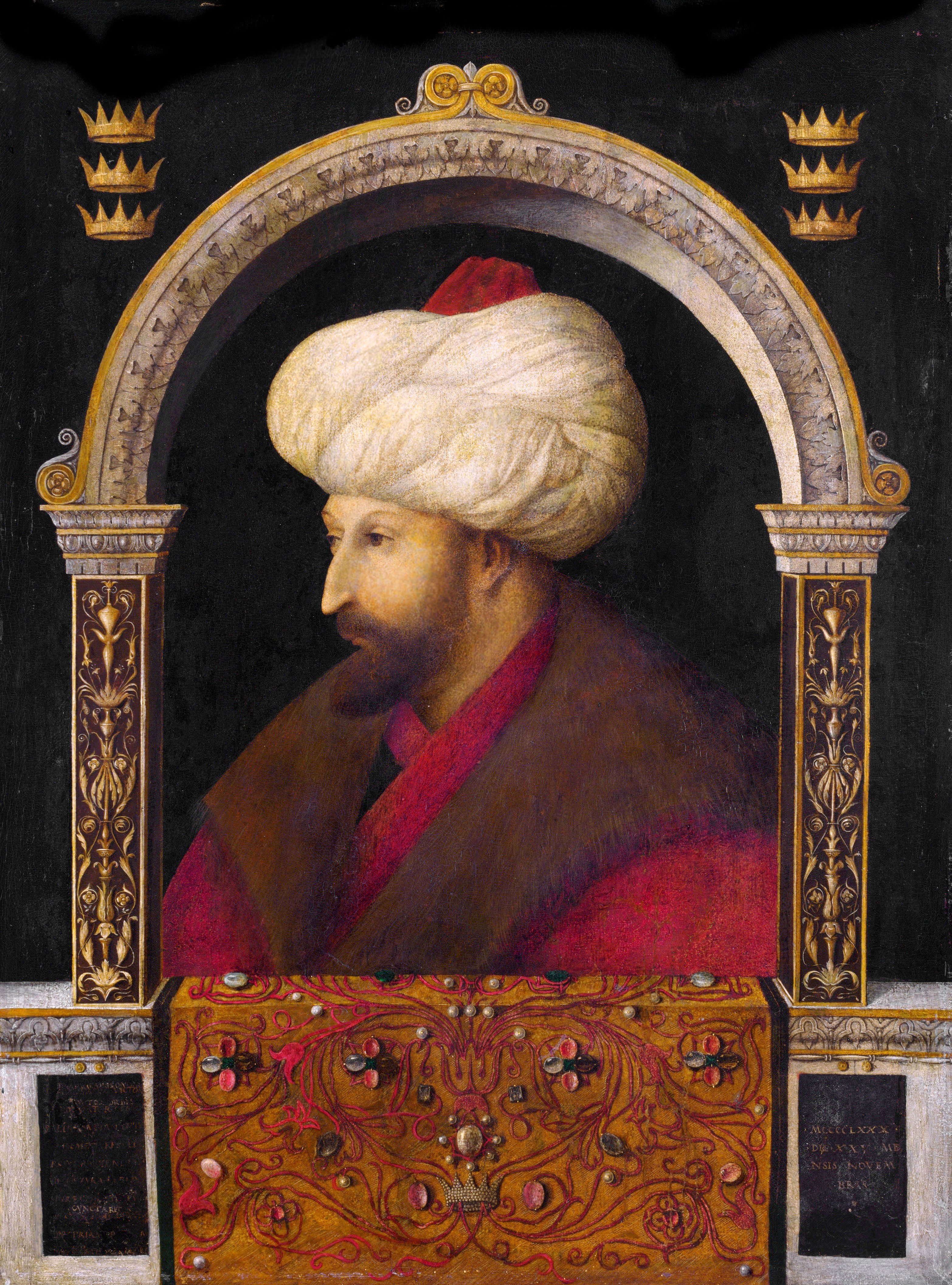
السلطان الغازي محمد الثاني الفاتح.

## الفتوحات
لمّا توفي السلطان مراد الثاني ارتقى عرش العثمانيين ابنه محمد، فكان عليه بادئ الأمر أن يُخضع ثورة نشبت ضده في إمارة قرمان بآسيا الصغرى، فاستغل الإمبراطور البيزنطي قسطنطين الحادي عشر هذا الأمر، وطلب من السلطان مضاعفة الجزية التي كان والده يدفعها إلى البيزنطيين لقاء أسرهم الأمير أورخان حفيد سليمان بن بايزيد المطالب بالعرش العثماني. فاستاء السلطان محمد من هذا الطلب لما كان ينطوي عليه من تهديد بتحريض أورخان هذا على العصيان، فأمر بإلغاء الراتب المخصص له، وراح يتجهّز لحصار القسطنطينية والقضاء على هذه المدينة في أقرب فرصة ممكنة. وكان أوّل ما قام به في هذا السبيل تشييده عند أضيق نقطة من مضيق البوسفور قلعة «روملي حصار» القائمة على بعد سبعة كيلومترات من أبواب القسطنطينية. وعندئذ أرسل الإمبراطور قسطنطين بعثة من السفراء إلى السلطان محمد لتحتجّ لديه على ذلك، فلم يلقوا منه جوابًا شافيًا، بل أصرّ على البناء لما في القلعة من أهمية إستراتيجية. واستنجد الإمبراطور قسطنطين بالدول الأوروبية فلم تنجده إلا بعض المدن الإيطالية، أما البابا فقد أبدى استعداده لمساعدة الإمبراطور شرط أن تتحد الكنيستان الشرقية والغربية، ووافق قسطنطين على المشروع، ولكنّ تعصّب الشعب حال دون تحقيق ذلك.

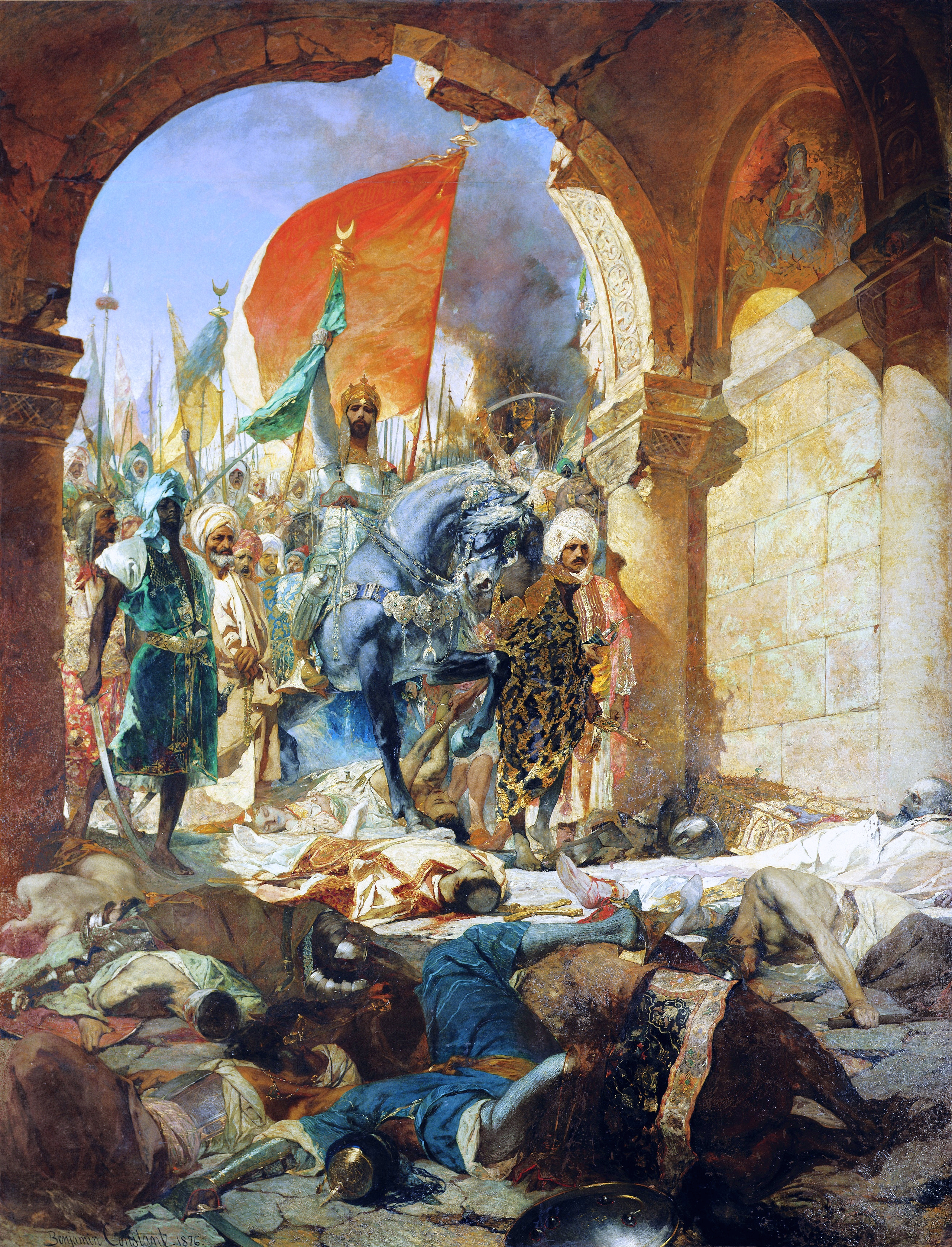
محمد الثاني يدخل القسطنطينية، بريشة جوزيف بنيامين.

وكان السلطان قد حشد لقتال البيزنطيين جيشًا عظيمًا مزودًا بالمدافع الكبيرة وأسطولاً ضخمًا، وبذلك حاصرهم من ناحيتيّ البر والبحر معًا. والواقع أن البيزنطيين استماتوا في الدفاع عن عاصمتهم، لكن ما أن مضى 53 يومًا على الحصار حتى كان العثمانيون قد دخلوا المدينة بعد أن هُدمت أجزاء كبيرة من أسوارها بفعل القصف المدفعي المتكرر، واشتبكوا مع البيزنطيين في قتال عنيف جدًا دارت رحاه في الشوارع، وذهب ضحيته الإمبراطور نفسه وكثير من جنوده. حتى إذا انتصف النهار دخل محمد المدينة وأصدر أمره إلى جنوده بالكف عن القتال، بعد أن قضى على المقاومة البيزنطية ونشر راية السلام. اتخذ السلطان محمد لقب «الفاتح» بعد فتح المدينة، وأضاف إليه لقب «قيصر الروم»، على الرغم من عدم اعتراف بطريركية القسطنطينية ولا أوروبا الغربية بهذا الأمر، ونقل مركز العاصمة من أدرنة إلى القسطنطينية التي غيّر اسمها إلى «إسلامبول»، أي مدينة الإسلام أو تخت الإسلام، وأعطى للمسيحين الآمان وحرية إقامة شعائرهم الدينية، ودعا من هاجر منهم خوفًا إلى العودة إلى بيوتهم. سقطت الإمبراطورية البيزنطية عند فتح المدينة بعد أن استمرت أحد عشر قرنًا ونيفًا، وتابع السلطان محمد فتوحاته في أوروبا خلال السنوات اللاحقة التي أعقبت سقوط القسطنطينية، فأخضع بلاد الصرب وقضى على استقلالها، وفتح بلاد المورة في جنوب اليونان، وإقليم الأفلاق وبلاد البشناق وألبانيا، وهزم البندقية ووحد الأناضول عبر قضائه على إمبراطورية طرابزون الرومية وإمارة قرمان. وقد حاول السلطان محمد أيضًا فتح إيطاليا لكن وافته المنية سنة 1481م، فانصرف العثمانيون عن هذه الجهة.

## معرض صور

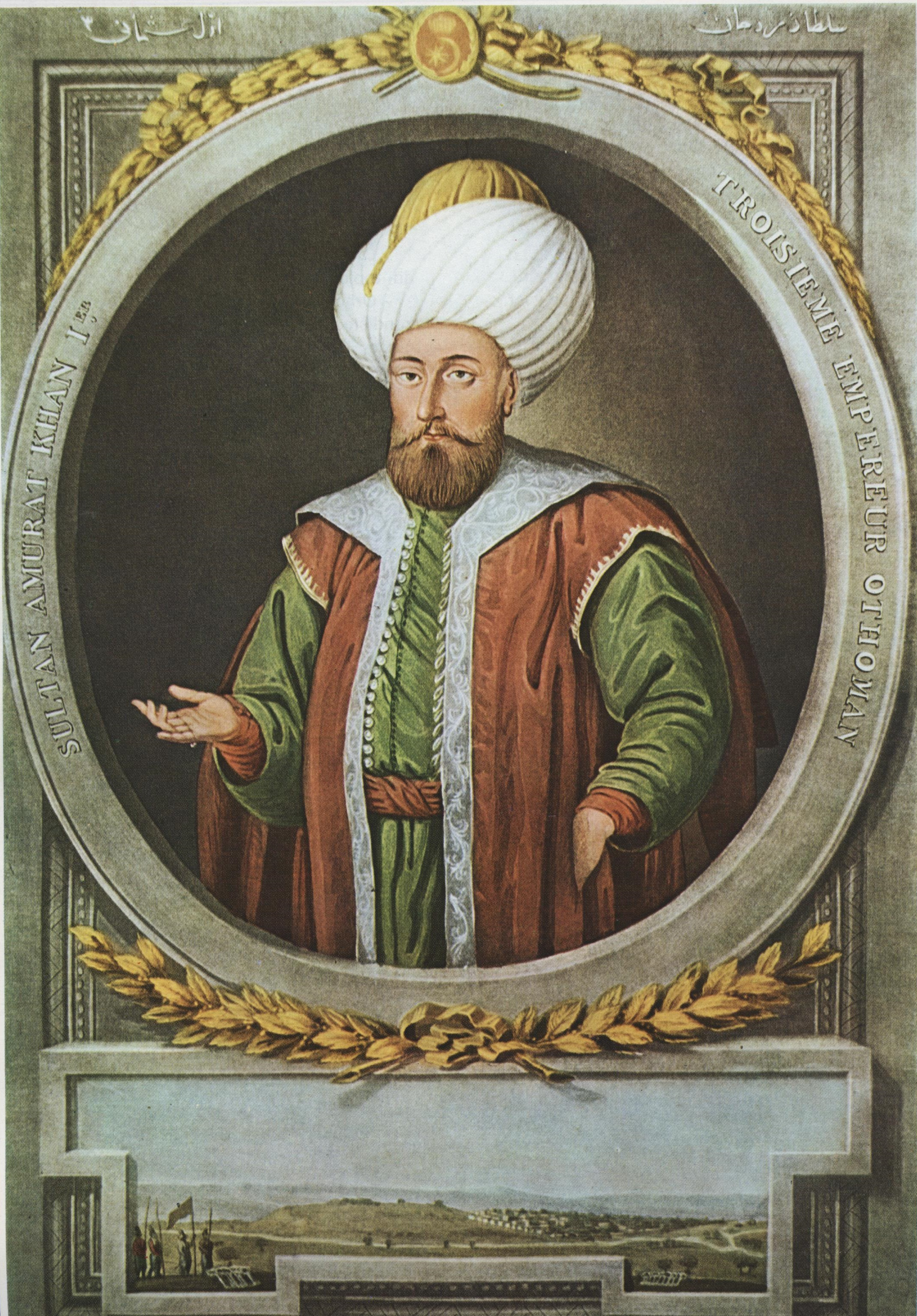
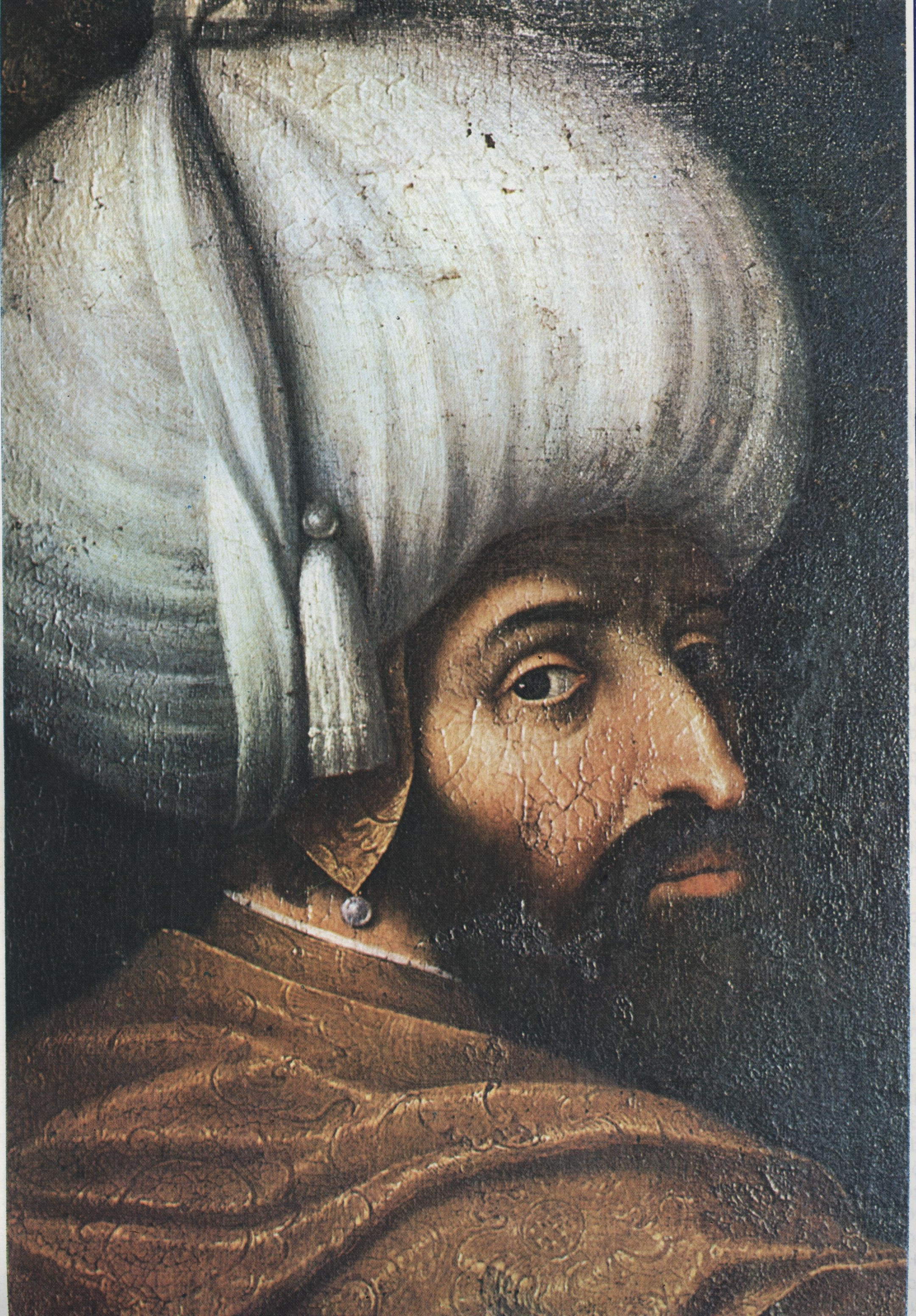
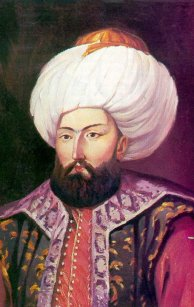
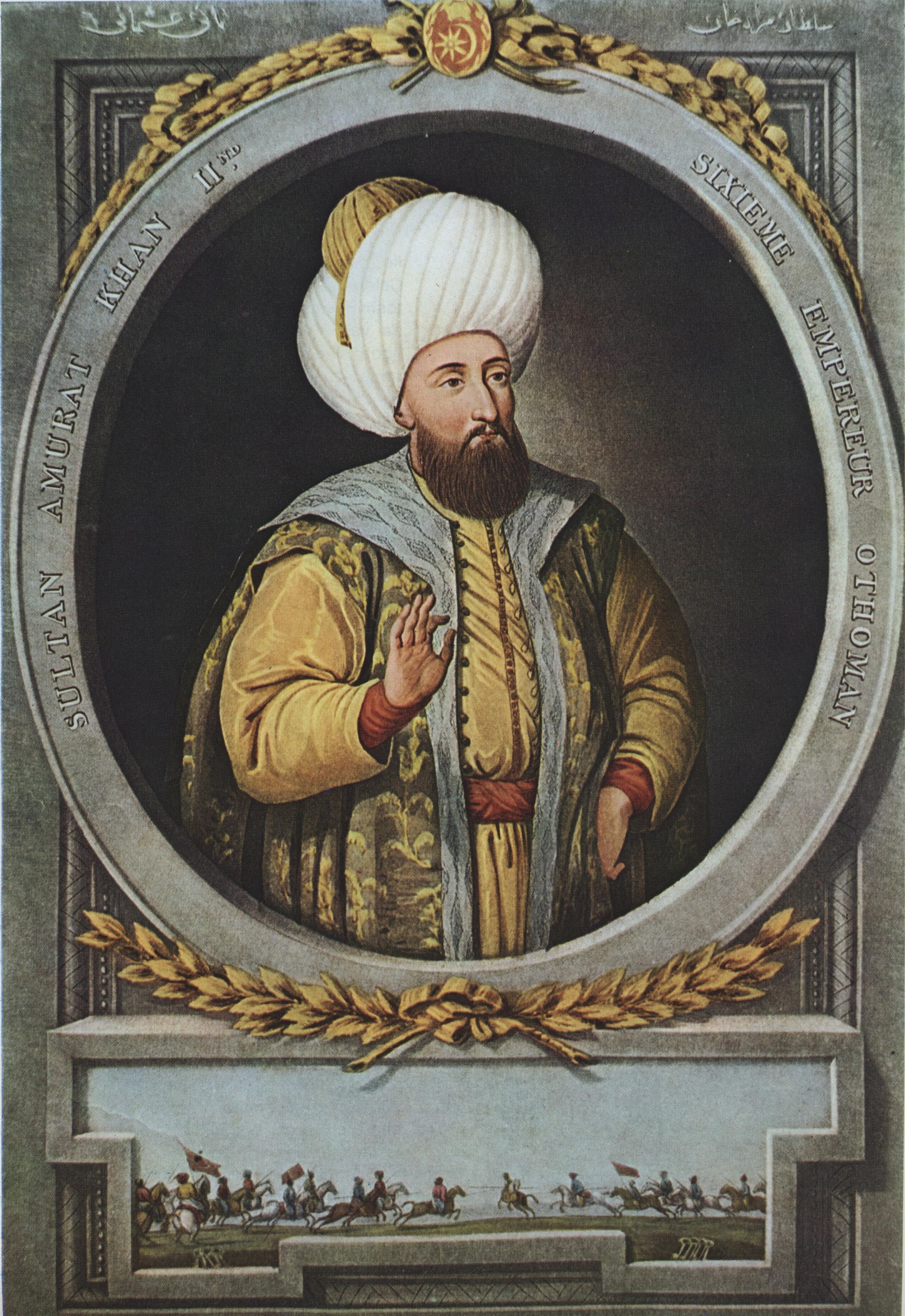